# Синсирик (река)
Синсирик — река в Нерюнгринском районе Якутии, правый приток Унгры. Устье находится в 85 км от устья Унгры. Длина реки — 54 км.
Река Синсирик входит в ООПТ «Унгра».
По берегам реки, возле её устья, вырастает лиственница высотой до 20 метров.
Река — объект спортивного туризма.